# Großhetman von Litauen
Der Großhetman von Litauen (poln. Hetman wielki litewski) war der Oberbefehlshaber der Armee des Großfürstentums Litauen während der Personalunion von Polen-Litauen zwischen dem 15. und 18. Jahrhundert im Großfürstentum Litauen.
Nach Gründung der Personalunion wurde sowohl in Litauen als auch in Polen der Posten des Feldhetman und des Großhetmans geschaffen. Die Befehlsgewalt des Großhetman endete an der Grenze des Großfürstentums. Diese Kommandoposten waren voneinander getrennt und konnten nicht von ein und derselben Person begleitet werden.
Im Gegensatz zum Feldhetman verweilte der Großhetman zu Friedenszeiten am Hof des Großfürsten. Er war für die Rekrutierung, Versorgung und Finanzierung der litauischen Armee verantwortlich. Der Großhetman hatte auch die richterliche Gewalt über alle Angehörigen der litauischen Armee.
Im Falle eines Krieges übernahm er vom Feldhetman das Kommando und führte die litauische Armee in den Kampf. Die polnische Armee wurde ebenfalls von einem Großhetman angeführt. Der König benannte in den meisten Fällen den seiner Meinung nach besseren Großhetman zum Oberbefehlshaber der vereinigten Armee. Dennoch hatte dieser keine direkte Befehlsgewalt über die jeweils andere Armee. Der zweite Großhetman war immer sein Stellvertreter.
Bei der Verteidigung der Stadt Chocim im Jahre 1621 durch die Armee des Osmanischen Reiches wurde der Oberbefehl über die Streitkräfte nach dem Tod des Großhetmans der polnischen Krone Stanisław Żółkiewski an seinen Stellvertreter, den Großhetman von Polen-Litauen, Jan Karol Chodkiewicz, übergeben. Dieser starb ebenfalls bei der Verteidigung der Stadt.
Seit 1579 wurde der Titel des Großhetmans auf Lebenszeit verliehen, es sei denn, der Träger des Amtes zog sich aus dem militärischen Dienst zurück.

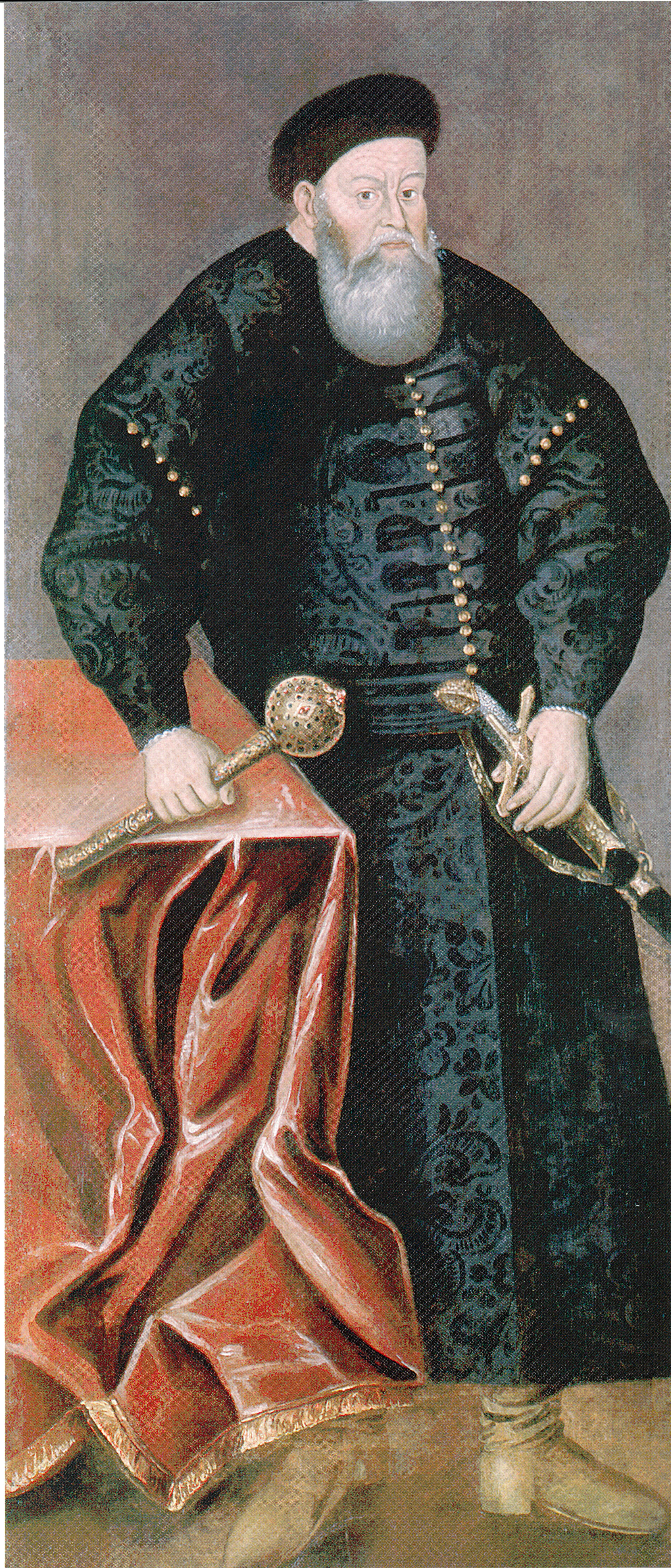
Fürst Konstantin Ostroschski, erster Großhetman von Litauen, den Hetmansstab in der rechten Hand haltend (Gemälde aus dem 16. Jahrhundert)

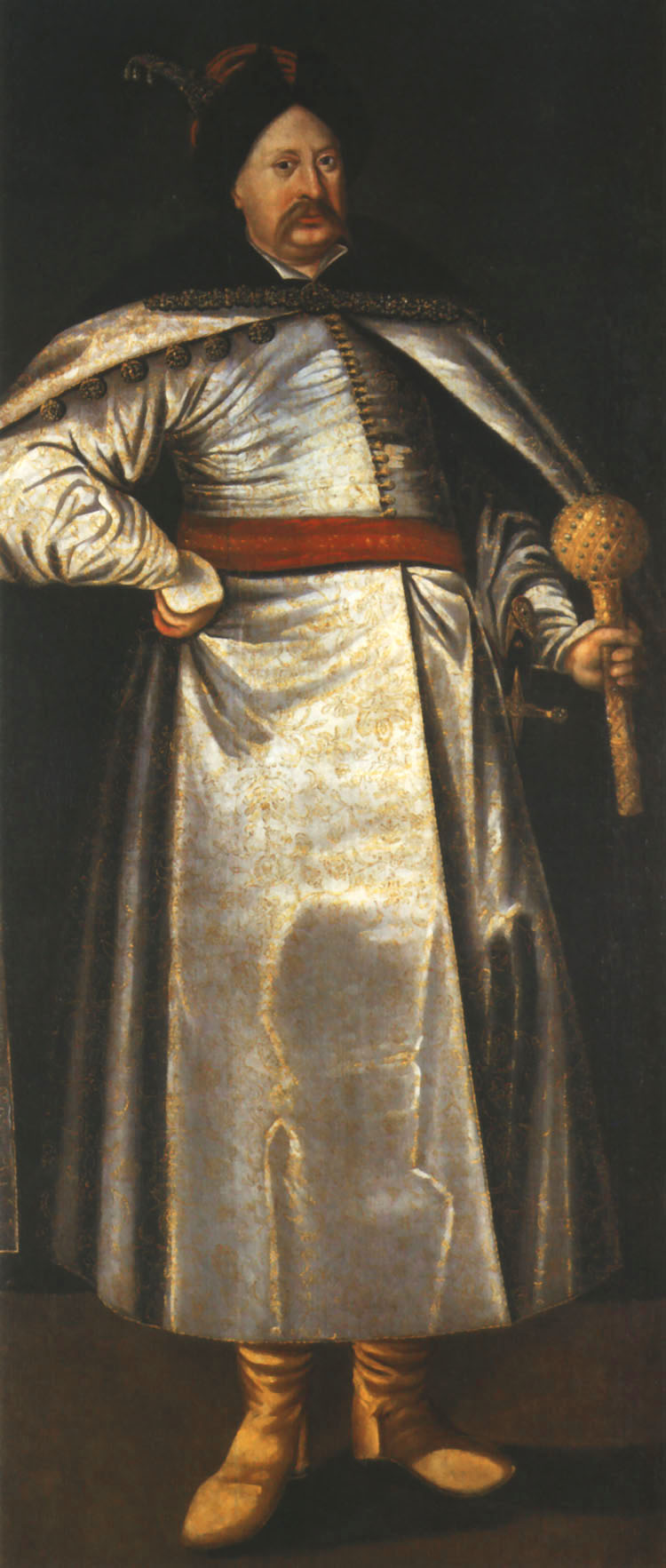
Reichsfürst und Großhetman von Litauen, Janusz Radziwiłł, den Hetmansstab in der linken Hand haltend

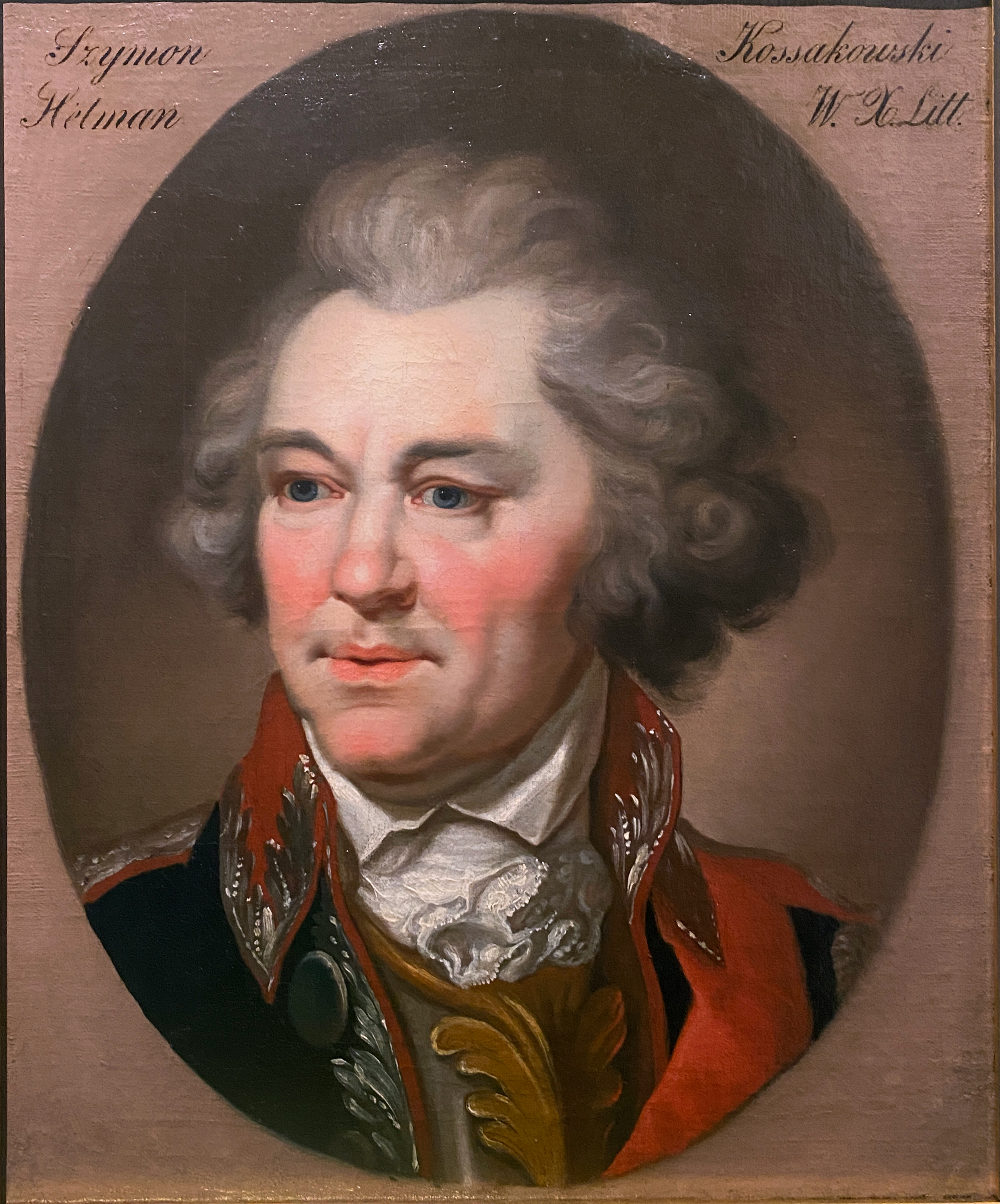
Szymon Marcin Kossakowski, letzter Großhetman

| Liste der Großhetmane von Litauen | Liste der Großhetmane von Litauen | Liste der Großhetmane von Litauen  |
| Ernennung                         | Abdankung / Tod                   | Name                               |
| --------------------------------- | --------------------------------- | ---------------------------------- |
| 1497                              | 1500                              | Konstantin Iwanowitsch Ostroschski |
| 1500                              | 1501                              | Semen Holszański                   |
| 1501                              | 1502                              | Stanisław Janowicz Kieżgajło       |
| 1503/1504                         | 1507                              | Stanisław Kiszka                   |
| 1507                              | 1530                              | Konstanty Ostrogski                |
| 1530                              | 1531                              | vakant                             |
| 1531                              | 1541                              | Jerzy Radziwiłł                    |
| 1541                              | 1553                              | vakant                             |
| 1553                              | 1566                              | Mikołaj Radziwiłł Rudy             |
| 1566                              | 1572                              | Grzegorz Chodkiewicz               |
| 1572                              | 1576                              | vakant                             |
| 6. März 1576                      | 27. April 1584                    | Mikołaj Radziwiłł Rudy             |
| 1584                              | 1589                              | vakant                             |
| 15. April 1589                    | 20. November 1603                 | Krzysztof Mikołaj Radziwiłł        |
| 1603                              | 1605                              | vakant                             |
| 1605                              | 24. September 1621                | Jan Karol Chodkiewicz              |
| 1621                              | 1625                              | vakant                             |
| 1625                              | 7. Juli 1633                      | Lew Sapieha                        |
| 1633                              | 1635                              | vakant                             |
| 1. Januar 1635                    | 1640                              | Krzysztof Radziwiłł                |
| 1640                              | 1646                              | vakant                             |
| 17. April 1646                    | 1654                              | Janusz Kiszka                      |
| 17. Juni 1654                     | 31. Dezember 1655                 | Janusz Radziwiłł                   |
| 1656                              | 1665                              | Paweł Jan Sapieha                  |
| 1665                              | 1667                              | vakant                             |
| 1667                              | 4. April 1682                     | Michał Kazimierz Pac               |
| 1682                              | 1703                              | Kazimierz Jan Sapieha              |
| 1703                              | 1707                              | Michał Serwacy Wiśniowiecki        |
| 1707                              | 1708                              | Kazimierz Jan Sapieha              |
| 1708                              | 1709                              | Jan Kazimierz Sapieha              |
| 1709                              | 1709                              | Grzegorz Antoni Ogiński            |
| 28. Oktober 1709                  | 30. Januar 1730                   | Ludwik Konstanty Pociej            |
| 1730                              | 1735                              | vakant                             |
| 9. November 1735                  | 18. September 1744                | Michał Serwacy Wiśniowiecki        |
| 5. Oktober 1744                   | 22. Mai 1762                      | Michał Kazimierz Radziwiłł         |
| 8. Oktober 1762                   | 20. Januar 1768                   | Michał Józef Massalski             |
| 29. Februar 1768                  | 6. Juli 1793                      | Michał Kazimierz Ogiński           |
| Juli 1793                         | 25. April 1794                    | Szymon Marcin Kossakowski          |